# Muhāraba
Muhāraba (arabisch محاربة muḥāraba) ist ein Rechtsbegriff in der islamischen Jurisprudenz. Ein weiterer Begriff mit demselben Inhalt ist ḥirāba. Beide Begriffe sind nominale Ableitungen aus der Wurzel ḥ-r-b (ḥāraba) in der Bedeutung von „jemanden bekämpfen“, „Kampf führen (gegen)“. Im islamischen Recht bedeuteten sie „Kriegsführung gegen Gott und seinen Propheten“. In der Rechtsliteratur stehen beide Begriffe für alle räuberischen Handlungen, ferner für Ungehorsam gegenüber der Obrigkeit.
Muḥāraba bzw. Ḥirāba gilt im islamischen Strafrecht als eines der größten Verbrechen (kabāʾir) gegen die islamische Staatsordnung und soziale Sicherheit ihrer Bürger. Vor allem in der Islamischen Republik Iran wird der Terminus auch in Bezug auf Regimegegner in oft weitem Sinne angewendet.
Wer dieses Verbrechen allein oder in Gruppen begeht, wird muhārib محارب muḥārib; Plural muḥāribūn / محاربون genannt und kann dafür nach dem islamischen Gesetz mit dem Tod bestraft werden.

## Historische Hintergründe: Koran, Koranexegese und Hadith
Die Traditionarier, die Verfasser der kanonischen Hadithsammlungen, ferner die islamischen Geschichtsschreiber wie at-Tabari, al-Baladhuri, Muhammad ibn Saʿd und andere berichten nach verschiedenen Quellen über einen Zwischenfall während Mohammeds Aufenthalt in Medina, demnach im Februar 628 muslimische Angehörige des Stammes der ʿUraiyna die Kamelherde des Propheten in der Gegend von Qubāʾ überfielen, seinem Hirten die Augen mit Dornen ausstachen, ihn dann töteten und die Kamele auf das Gebiet von Polytheisten (arḍ asch-schirk) trieben. Nach der Festnahme der Übeltäter durch den Prophetengefährten Kuraz ibn Dschābir al-Fihrī schnitt Mohammed ihnen die Hände und Füße ab, stach ihnen die Augen aus und ließ sie in der Hitze sterben. Im islamischen Überlieferungswesen gibt es allerdings unterschiedliche Angaben über die Täter; Ibn Kathīr nennt neben anderen Stämmen auch die Ahl al-kitāb, die Buchbesitzer, und die Sekte der Ḥarūrīya, die Vorläufer der Charidschiten.
Wegen dieser Vorgehensweise Mohammeds, so die Traditionsliteratur und die Koranexegese, soll Gott seinen Gesandten getadelt und den sogenannten Vers der muḥāraba / Var. āyat al-ḥirāba offenbart haben:

„Der Lohn derer, die gegen Gott und seinen Gesandten Krieg führen und (überall) im Land eifrig auf Unheil bedacht sind (?), soll darin bestehen, daß sie umgebracht oder gekreuzigt werden, oder daß ihnen wechselweise (rechts und links) Hand und Fuß abgehauen wird, oder daß sie des Landes verwiesen werden. Das kommt ihnen als Schande im Diesseits zu. Und im Jenseits haben sie (überdies) eine gewaltige Strafe zu erwarten. Ausgenommen diejenigen, die umkehren, (noch) bevor ihr Gewalt über sie habt. Ihr müßt wissen, daß Gott barmherzig ist und bereit zu vergeben.“

Gemäß Koranexegese sind die von Mohammed ausgeführten oder von ihm angeordneten Strafen durch den nachträglich offenbarten Vers aufgehoben, „abrogiert“ worden. Schiitische Gelehrte wiederum leugnen die Blendung der Übeltäter durch den Propheten und zweifeln in dieser Hinsicht die Echtheit der Überlieferungen an.
Das Motiv Unheil im Lande verbreiten kommt im Koran an mehreren Stellen vor und ist ein gegen die Eintracht der Gemeinschaft gerichtetes Verbrechen:

„Diejenigen aber, die die Verpflichtung (die sie) gegen Gott (eingegangen haben) brechen,nachdem sie (in aller Form) abgemacht war, und zerreißen, was nach Gottes Gebot zusammengehalten werden soll, und auf der Erde Unheil anrichten, die haben den Fluch (Gottes) und die schlimme Behausung (der Hölle) zu erwarten.“

Sure 5, Vers 33 nennt folgende Verbrechen:
- Kriegsführung gegen Gott und seinen Gesandten;
- Unheil (fasād: wörtlich: Verdorbenheit; Korruption) im Land verbreiten; sowohl die Koranexegese als auch die Jurisprudenz nennen in diesem Zusammenhang die Wegelagerei (Raubmord; Straßenraub).[9]

Die im Koranvers erwähnten Strafmaßnahmen sind:
- Tötung,
- Kreuzigung,
- Abtrennung der rechten Hand und des linken Fußes,
- Verbannung.

Als muharib gelten volljährige, geistig gesunde Muslime, die dem islamischen Recht unterworfen sind, ferner die ahl adh-dhimma, die Schutzbefohlenen auf islamischem Staatsgebiet, und die Apostaten. Gemäß der Lehre der Hanafiten und Hanbaliten muss ein muharib entweder Waffen, Stöcke oder Steine bei sich tragen; ohne diese gelten sie juristisch nicht als muharib. Nach den Malikiten und Schāfiʿiten reicht die Gewaltanwendung auch ohne Waffen aus, um als muharib bestraft werden zu können.
Die Bestrafung des muharib leitet sich aus dem obigen Koranvers ab. Es herrschen allerdings kontroverse Lehrmeinungen darüber, welche der dort genannten Strafmaßnahmen anzuwenden ist, da der Koranvers durch die Konjunktion „oder“ Alternativstrafen für die angeführten Verbrechen zulässt.
Der muharib ist zu töten und zu kreuzigen, wenn er Mord begangen und Eigentum mit Gewalt entwendet hat (Raubmord). Ohne Tötungsdelikt werden dem Täter die rechte Hand und der linke Fuß abgetrennt, das heißt die koranische Hadd-Strafe bei Diebstahlsdelikten wird angewandt. Mord ohne Raub bei Wegelagerei wird mit dem Tode als Hadd-Strafe verhängt nicht aber im Sinne der Wiedervergeltung (Qisās, Talion).
Nach der klassischen Rechtslehre können alle koranischen Strafmaßnahmen, die die Konjunktion „oder“ enthalten, alternativ und nach dem Ermessen des Herrschers (imām muḫayyir) oder des Richters verhängt werden. Dies ist auch in Sure 5, Vers 33 der Fall. Fachr ad-Din ar-Razi fasst die kontroversen Ansichten über die Anwendung der im fraglichen Koranvers genannten Strafen in seiner Koranexegese Mafātīḥ al-ghaib mit dem Hinweis zusammen, dass sie nicht alternativ, sondern gemäß der Straftat anzuwenden seien.
Betreffs der Durchführung der Kreuzigung herrschen in der Rechtslehre ebenfalls kontroverse Lehrmeinungen. Gemäß den Malikiten und Hanafiten wird der Täter lebendig gekreuzigt und am Kreuz mit der Lanze getötet und bleibt drei Tage am Kreuz. Nach den Schafiiten wird der Gekreuzigte entweder vom Kreuz genommen und getötet, oder zuerst getötet und dann gekreuzigt, da in der Aufzählung der Strafen im obigen Koranvers die Tötung vor der Kreuzigung steht. In diesem Fall erfüllt die Kreuzigung den Zweck der Abschreckung. Nach anderslautenden Lehrmeinungen ist der Täter lebendig zu kreuzigen und am Kreuz mit der Lanze zu töten, da Strafmaßnahmen grundsätzlich nicht an Toten vollstreckt werden.
Die Verbannung wird in der Rechtslehre entweder mit Gefängnisstrafe gleichgesetzt, oder als Versetzung des Schuldigen in einen anderen sozialen Kreis an einem fremden Ort innerhalb des Dar al-Islam mit Sicherungsverwahrung verstanden. Letzteres war bereits unter dem ersten Kalifen Abu Bakr allgemeine Rechtspraxis: ʿAbd Allāh ibn Wahb nennt in seinem Kitāb al-muḥāraba (siehe unten) mehrere Verbannungsorte: Bāḍiʿ, eine Insel am Golf von Aden, die schon zur Zeit Yaqūts († 1229) zerstört und unbewohnt war, den Dahlak-Archipel im Roten Meer, Tihama und Fadak.

## Klassische Rechtsliteratur
Muharaba wird in den klassischen Rechtswerken in den Kapiteln des Strafrechts, des Dschihad und der Apostasie abgehandelt. Der oben genannte malikitische Rechtsgelehrte ʿAbd Allāh ibn Wahb († 812) erörtert in seinem Muwaṭṭaʾ die muharaba und andere gegen die islamische Grundordnung gerichtete Vergehen, wie Sektierertum, in einem eigens dafür gewidmeten Band unter dem Titel: Kitāb al-muḥāraba. At-Tabarī behandelt in seinem Ichtilāf al-fuqahāʾ (Kontroverse Lehrmeinungen der Rechtsgelehrten.) im Kapitel Aḥkām al-muḥāribīn (Rechtsvorschriften gegen die muḥārib) dieselbe Rechtsthematik eingehend und mit konsequentem Hinweis auf die Lehrdifferenzen der Rechtsschulen.
Der Kampf gegen Sektierertum, Häresie und alle religiösen Abweichler ist nach der sunnitischen Lehre – im Gegensatz zu den Schiiten – kein Dschihad; wer jedoch gegen religiöse Abweichler (bughāt) im Kampf fällt, gilt als Märtyrer.
In der imamitisch-schiitischen Rechtslehre stellt der Kampf gegen die buġāt oder Aufständischen ein zentrales Element des Dschihad dar. Als buġāt werden all jene definiert, die die Herrschaft des Imam nicht anerkennen bzw. aktiv bekämpfen. Historisch hat die sunnitische Umwelt diese Aufständischen verkörpert. Entsprechend gilt als erster Schritt zur Expansion des islamischen Herrschaftsbereichs deren Bekämpfung und macht die Vorstufe zur Bekämpfung des Dār al-Ḥarb aus.

In diesem Zusammenhang besteht dahingehend ein Konsens, die buġāt als Ungläubige zu betrachten. So bezeichnet der schiitische Gelehrte Naṣīr ad-Dīn aṭ-Ṭūsī († 1274) die Gegner Ali ibn Abi Talibs als Ungläubige und diejenigen, die ihm jegliche Hilfe verwehrten, als Sünder (Muḥāribū ʿAlī kafara wa muḫālifūhū fasaqa). In der schiitischen Gelehrsamkeit war man darum bemüht zu betonen, dass die Existenz von speziell für den Kampf gegen die buġāt geltenden Regelungen auf keinerlei religiöse Unterschiede zu anderen Arten von Ungläubigen deuten. 
Nach der ursprünglichen imamitischen Lehre gibt es bis zum Erscheinen des sogenannten verborgenen Imams, Muhammad ibn Hasan, keinen Dschihad zur Erweiterung des islamischen Herrschaftsbereichs, da erst dieser berechtigt ist, diesen zu führen.
Die Rechtspraxis hat Sektierertum bereits in der Umayyadenzeit mit muhāraba bzw. bughāt gleichgesetzt; ihre Bestrafung ist in der Rechtsliteratur entsprechend Sure 5, Vers 33 definiert worden. Die Ḥarūrīya, die Vorläufer der Charidschiten, nennt man Wegelagerer; die Grenzen zwischen religiös motivierten Gegenbewegungen und kriminellem Straßenraub sind in der Rechtslehre fließend, denn beide verbreiten – nach der koranischen Diktion – „Unheil im Land“. ʿAbd Allāh ibn Wahb erörtert die Bekämpfung der Ḥarūrīya in einem eigens dafür gewidmeten Kapitel seines oben genannten Werkes:(mā ǧāʾa fī qatl al-ḥarūrīya: Überlieferungen über die Tötung der Ḥarūrīya) Dort verweist er auf die Rechtsauskunft des mekkanischen Gelehrten ʿAṭā ibn Abī Rabāḥ (†732), der die Tötung der Ḥarūrīya empfohlen haben soll, falls sie die öffentliche Ordnung gefährden und Wegelagerei betreiben. Der Vorwurf der hiraba / muharaba konnte somit inhaltlich weit gefasst werden; die Umayyaden verwendeten den Begriff gegen alle Dynastiegegner, die im Lande – aufgrund politischer oder religiöser Motivation – als Rebellen (arabisch: mutamarrid) „Unheil verbreiteten“ und verhängten gegen sie oft den Tod durch Kreuzigung:
- Einer der bekanntesten theologischen Gegner der Umayyaden war Ghaylān ad-Dimaschqī,[34] ein prominenter Vertreter der Lehre vom freien Willen, den der Umayyadenkalif Hischam ibn ʿAbd al-Malik am Tor von Damaskus kreuzigen ließ.[35]

- Zaid ibn Ali[36] ist im Jahr 740 gekreuzigt worden; sein Leichnam blieb angeblich vier Jahre am Kreuz (wörtlich: auf dem Brett = ḫašaba).[37] Sein Sohn Yaḥyā starb in Chorasan den gleichen Tod; man schlug ihm auf Befehl von Hischam den Kopf ab, sein Rumpf wurde ans Kreuz gebunden. Erst nach dem Auftreten von Abu Muslim, dem Anführer der abbasidischen Revolution im Jahre 747 ist der Rumpf beigesetzt worden.[38]

- Den Gelehrten Aḥmad ibn Naṣr al-Ḫuzāʿī ließ der Abbasidenkalif al-Wāthiq bi-'llāh aus weltanschaulichen Gründen im Jahre 846 kreuzigen, denn er war ein überzeugter Gegner der mu'tazilitischen Lehre über die Erschaffenheit des Korans (ḫalq al-Qurʾān). Seinen Kopf schickte man nach Bagdad, sein Rumpf blieb sechs Jahre lange in Samarra am Kreuz.[39]

- Der Ketzerei hat man den syrischen Hadith-Überlieferer Muḥammad ibn Saʿīd aus Damaskus beschuldigt, denn er soll nicht nur Hadithe fabriziert, sondern den Prophetenspruch „nach mir gibt es keinen Propheten (mehr)“ mit den Worten ergänzt haben: „es sei denn, Gott will es (so)“.[40] Der Abbasidenkalif al-Mansur ließ ihn kreuzigen; in der biographischen Literatur wird er mehrfach al-maṣlūb, „der Gekreuzigte“ genannt.[41]

- Den bekanntesten politischen Widersacher der Umayyaden Abdallah ibn az-Zubair, den „Gegenkalifen“ unter Abd al-Malik ibn Marwan in Mekka, ließ Al-Haddschādsch ibn Yūsuf köpfen und seinen Rumpf in Mekka kreuzigen.[42] Seine Mutter Asmāʾ († 693), die Tochter des ersten Kalifen Abu Bakr[43] und Halbschwester von A'ischa, nannte man Umm al-maṣlūb: „Mutter des Gekreuzigten“.[44]

- Den als Ketzer (zindīq) beschuldigten und jahrelang gesuchten Ibn Ḥātim aus Toledo hat man in Gegenwart des Herrschers und der am Urteil mitwirkenden Juristen im Jahre 1072 an der Brücke über den Guadalquivir in Córdoba gekreuzigt und durch Lanzen getötet.[45]

## Prinzip der muḥāraba in der Moderne
Raschīd Ridā, einer der einflussreichsten Vertreter der islamischen Reformbewegung im 20. Jahrhundert, verurteilte den Verkauf von Grundstücken und Ländereien an die jüdischen Einwanderer in Palästina als „Verrat an Gott und seinem Propheten“:

„Ich möchte hier nicht daran erinnern, welche Strafe denjenigen erwartet, der diesen Verrat begeht, sondern schlage all denjenigen vor, die an Gott, seine heilige Schrift und seinen Gesandten glauben, diese feststehende islamische Bestimmung im Lande zu verkünden, verbunden mit der Aufforderung, mit den Verrätern, die auf ihrem Verrat beharren, keinen Umgang zu pflegen.“

In ähnlichem Sinne äußerte sich Raschīd Ridā auch in einer Fatwa in der Zeitschrift al-Manār: 

„Ich bin der Überzeugung, daß diejenigen, die ihre Ländereien verkauften, der Tatsache nicht bewußt waren, daß sie dadurch einen Verrat an Gott, seinem Gesandten, seiner Religion und der gesamten Umma begingen. (Das ist) wie ein Kriegsverrat mit den Feinden, um ihnen das Haus des Islam als Besitz zu übertragen und seine Bürger zu demütigen. Das ist der schlimmste Verrat überhaupt. – „Ihr Gläubigen! Handelt nicht treulos gegenüber Gott und dem Gesandten und veruntreut (nicht) wissentlich die euch anvertrauten Güter! Ihr müßt wissen, daß euer Vermögen und eure Kinder auch (geradezu) eine Versuchung sind (um euch an dieser Welt festzuhalten), daß es aber (dereinst) bei Gott (für diejenigen, die der Versuchung des Diesseits widerstehen) gewaltigen Lohn gibt. (Sure 8, Vers 27)““

Der namhafte schiitische Gelehrte aus Nadschaf Muḥammad al-Ḥusain Āl Kāšif al-Ġiṭāʾ (1877–1953) bezeichnete den Verkauf palästinensischen Bodens an die Juden als Kriegsführung gegen Gott und seinen Propheten (wörtlich: „muharaba“). Selbst die Beihilfe und stillschweigende Billigung gelten seiner Ansicht nach als Verbrechen. Daher forderte er die gesellschaftliche Ächtung solcher „Verräter“, deren Namen in den Zeitungen veröffentlicht werden sollen.
Im Jahre 1972 ist in das Strafgesetzbuch von Libyen neben der islamrechtlichen Ahndung von Diebstahl auch die Ḥirāba aufgenommen worden: „Gesetz über die Ḥadd-Strafen bei Diebstahl und Wegelagerei“ vom 11. Oktober 1972. Tarabulus 1972. S. 3–15. Diese islamische Gesetzgebung zwischen 1971 und 1974, bei Berücksichtigung der koranischen Hadd-Strafen, versteht sich als Ergänzung zum Strafgesetzbuch aus dem Jahre 1953.
Im Verlauf der „Reislamisierungsbewegungen“ in den arabischen Staaten der 1970er Jahre haben konservative Abgeordnete des ägyptischen Parlaments (madschlis asch-schaʿb) mit Unterstützung des damaligen Schaich al-Azhar, ʿAbd al-Ḥalīm Maḥmūd, die Modifizierung des Strafgesetzbuches (§§ 311–362: Diebstahl und Raub) Ägyptens durch die Berücksichtigung islamrechtlicher Strafen beantragt. Die Bestrafung der neu einzuführenden Ḥirāba soll gemäß Antrag nach den oben angeführten scharīʿa-rechtlichen Strafmaßnahmen – einschließlich Kreuzigung für drei Tage mit anschließender Hinrichtung durch den Strang – erfolgen. Die Verbannung kann durch Gefängnisstrafen zwischen fünf und zehn Jahren ersetzt werden.
In der Islamischen Republik Iran wird der persische Begriff „mohareb (ba khoda)“ (etwa: Kämpfender (gegen Gott)) seit der Islamischen Revolution auch auf Regimegegner im weiteren Sinne angewendet. So wurden beispielsweise Aktivisten oppositioneller Bewegungen (Volksmudschahedin) und einige der 1979 hingerichteten Generäle (Nematollah Nassiri, Mehdi Rahimi, Reza Nadschi, Manutschehr Chosrodad) als „mohareb“ verurteilt. Das islamische Strafgesetzbuch beschreibt in Sektion 7 mit den Paragraphen §183 bis §196 den strafbaren Tatbestand, die Beweisführung und die entsprechenden Strafen für den Mohareb. Auch der bewaffnete Aufstand gegen die islamische Regierung, die Pläne zu ihrem Sturz durch Gefährdung der Grundordnung mit Waffengewalt und die Pläne, Wahlkandidaten der Regierung zu stürzen gelten auch als Ḥirāba. Die Gefährdung der inneren Sicherheit durch einen Muḥārib ist ein politisches Verbrechen (baghy). Mit der Strafrechtsreform von 1996 wurden in das Strafgesetz auch Artikel zu "Staatsschutzdelikten" aufgenommen (498–415), welche entsprechende Delinquenten als moharebe auffassen. Inzwischen wird der Terminus weithin als Sammelbegriff für politisch-religiöse Gegner des Regimes gebraucht.
Die Erläuterungen zum iranischen Gesetzbuch aktualisieren einen Spruch, der auf den Propheten Mohammed zurückgeführt wird und in den kanonischen Hadithsammlungen mehrfach dokumentiert ist: „derjenige, der gegen uns die Waffen ergreift, gehört nicht zu uns“. Bereits der Imam Muhammad ibn ʿAlī al-Bāqir (gest. gegen 733) und sein Sohn Dschaʿfar as-Sādiq (gest. 765) sollen die Meinung vertreten haben, dass derjenige, der nachts Waffen trägt, ein Muḥārib sei. Chomeinis (gest. 1989) Position in dieser Frage stimmt mit dem sunnitischen Rechtsverständnis von Muḥāraba/Ḥirāba überein.
Einem Bericht des arabischsprachigen Nachrichtensenders al-Arabiya zufolge hat die Staatsanwaltschaft Irans gegen fünf Demonstranten, die während der Ausschreitungen am Aschurafest im Dezember 2009 verhaftet worden sind, Klage wegen „Bekämpfung Gottes und seines Gesandten“ erhoben. Ihnen droht die Todesstrafe.
Die arabischsprachige Tageszeitung Asharq al-Awsat berichtete am 29. Januar 2010, dass von den elf wegen Hiraba angeklagten Personen zwei durch den Strang hingerichtet worden sind. Auch die iranische Bloggerin und Menschenrechtsaktivistin Shiva Nazar Ahari steht im Iran unter dem Vorwurf der Muḥāraba vor Gericht.